# Nederlands Film Festival 2004
Het Gouden Kalf is de grote prijs van het Nederlands Film Festival, dat in 2004 voor de 24e keer plaatsvond. Het festival trok 106.500 bezoekers.
De prijzen werden op vrijdagavond 1 oktober uitgezonden tijdens een gala, dat door de NPS en VARA live op televisie werd uitgezonden tussen 21.00 en 22.00 op Nederland 3. Het gala vond plaats in de Stadsschouwburg Utrecht.
Grote winnaar was Simon, dat in de prijzen viel in de categorieën Beste lange speelfilm, Beste regie en Beste acteur en ook de Publieksprijs kreeg. 
De jury bestond uit: Dick Willemsen (voorzitter), Barry Atsma, Hans Hylkema, Hanneke Niens, Antoinette Polak, Bert Rijkelijkhuizen en Dirk Teenstra

## Prijzen
Hieronder staan alle winnaars van de Gouden Kalveren 2004:
Beste lange speelfilmSimon
Beste acteurCees Geel voor zijn rol in Simon
Beste actriceMonic Hendrickx voor haar rol in Het Zuiden
Beste regieEddy Terstall voor Simon
Beste geluidGeorges Bossaers voor De Passievrucht
Beste montageMario Steenbergen voor The Last Victory
Beste production designMarco Rooth voor De Dominee
Beste muziekMark van Platen voor Kees de jongen
Beste cameraErik van Empel voor The Last Victory
Beste scenarioMischa Alexander voor Ellis in Glamourland
De winnaar ontvangt 7000 euro van het Nederlands Fonds voor de Film, te besteden aan het schrijven van een treatment voor een nieuwe film.
Beste korte filmDokter Vogel van Lodewijk Crijns
Beste korte documentaireNijnok van Leo Wentink
Beste lange documentaireDeacon of Death van Jan van den Berg
Beste televisiedramaDeining van Nicole van Kilsdonk
Speciale juryprijsAlbert ter Heerdt en Mimoun Oaïssa voor Shouf Shouf Habibi!
PublieksprijsSimon
De Tiscali Publieksprijs is een prijs in de vorm van internetpromotie ter waarde van 10.000 euro.
Prijs van de Nederlandse filmkritiekShouf Shouf Habibi!